# Yo puedo esperar
Yo puedo esperar é um single do cantor e compositor português Mickael Carreira. A canção integrou a trilha sonora da telenovela mexicana Por siempre mi amor como tema do casal Aranza (Thelma Madrigal) e Esteban (Pablo Lyle). Esta foi a primeira música de trabalho de Mickael em castelhano, uma prévia de seu álbum em que seria lançado no México no mesmo ano.